# NGC 6389
NGC 6389 (другие обозначения — UGC 10893, MCG 3-45-1, ZWG 112.5, KARA 812, IRAS17304+1626, PGC 60466) — спиральная галактика в созвездии Геркулес.
Этот объект входит в число перечисленных в оригинальной редакции «Нового общего каталога».
В галактике вспыхнули:
- сверхновая SN 2000M[пол.] типа II, её пиковая видимая звездная величина составила 16,5[3].
- сверхновая SN 1992ab типа II, её пиковая видимая звездная величина составила 17[3].